# Suszczy Borek
Suszczy Borek – przysiółek wsi Podlewkowie w Polsce, położony w województwie podlaskim, w powiecie hajnowskim, w gminie Narewka.
Liczy 8 gospodarstw.
W latach 1975–1998 przysiółek administracyjnie należał do województwa białostockiego.
Prawosławni mieszkańcy przysiółka należą do parafii św. Mikołaja w Narewce, a wierni kościoła rzymskokatolickiego do parafii św. Jana Chrzciciela w Narewce.